# Stolzenburg (Tabarz)
Die Stolzenburg ist eine abgegangene hochmittelalterliche Höhenburg am Nordhang des Berges Schönleite südwestlich von Bad Tabarz im Landkreis Gotha  am Nordrand des Thüringer Waldes.

## Lage
Die Burgstelle befand sich auf einer kleinen Anhöhe etwa 2 km südwestlich von Tabarz, unmittelbar an der zur Passhöhe Grenzwiese - Kleiner Inselsberg  aufsteigenden mittelalterlichen Handels- und Geleitstraße, der heutigen Landesstraße L 1024.

## Beschreibung
Die Anlage wurde durch den Steinbruchbetrieb vollständig zerstört. Die Burg bestand aus einem Turm, welcher auf einem kleinen Hügel unmittelbar an der Straße stand. In unmittelbarer Nähe gelegen, gehörte die Stolzenburg anscheinend zur benachbarten Leuchtenburg.

## Geschichte
Die Stolzenburg wurde als eine Befestigungsanlage eines  Lauchaer (?) oder Lupnitzer Ritters in der 1418/19 entstandenen Thüringischen Landeschronik des  Eisenacher Chronisten  Johannes Rothe erwähnt. Ihre Erbauungszeit, Nutzung und Zerstörung steht unmittelbar im Zusammenhang mit dem thüringisch-hessischen Erbfolgekrieg (1247–1263). Auch soll sie später nochmals erneuert worden sein, um das Geleit über den Schönleite-Pass am Kleinen Inselsberg zu sichern; als Raubritternest soll sie bis zu ihrer nochmaligen Zerstörung dem Handelsverkehr großen Schaden zugefügt haben. Von der ehemaligen Burganlage ist nach Steinbruch nichts mehr erhalten.

## Namensdeutung
Der Name Stolzenburg verweist nach örtlicher Überlieferung auf den prachtvoll und stolz über der Straße stehenden Wachturm.

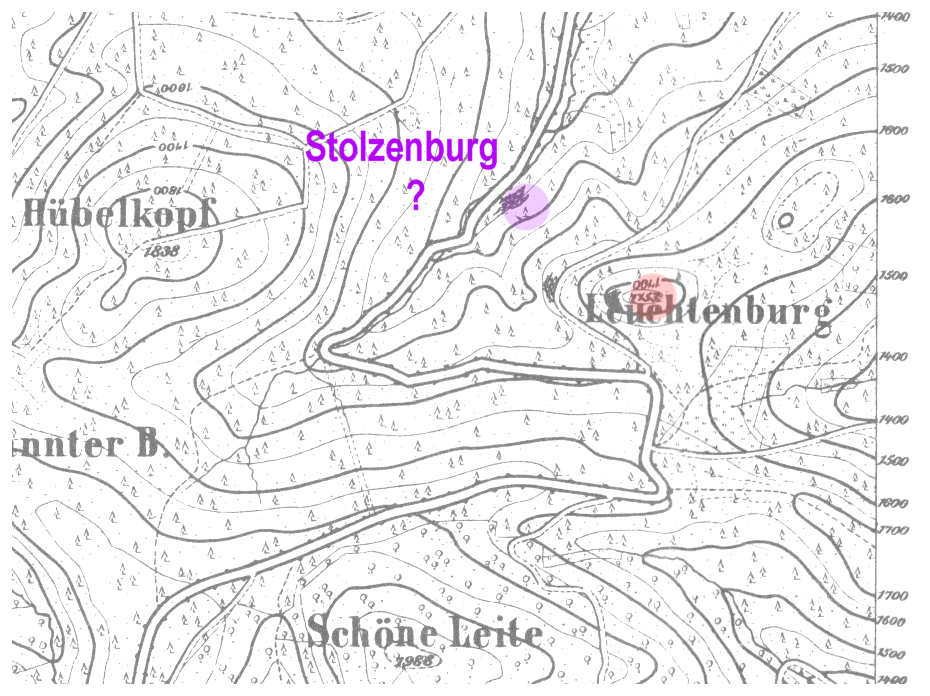
Lageplan der Burgstelle